# Tour de Bujaco

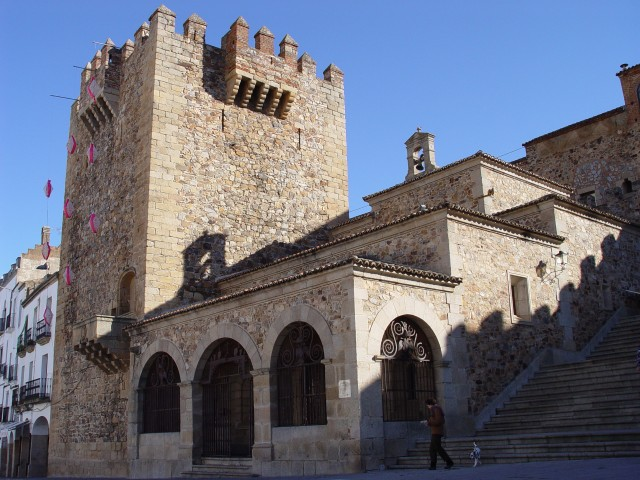
Vue latérale de la tour de Bujaco, avec l'ermitage de la Paix sur sa droite.

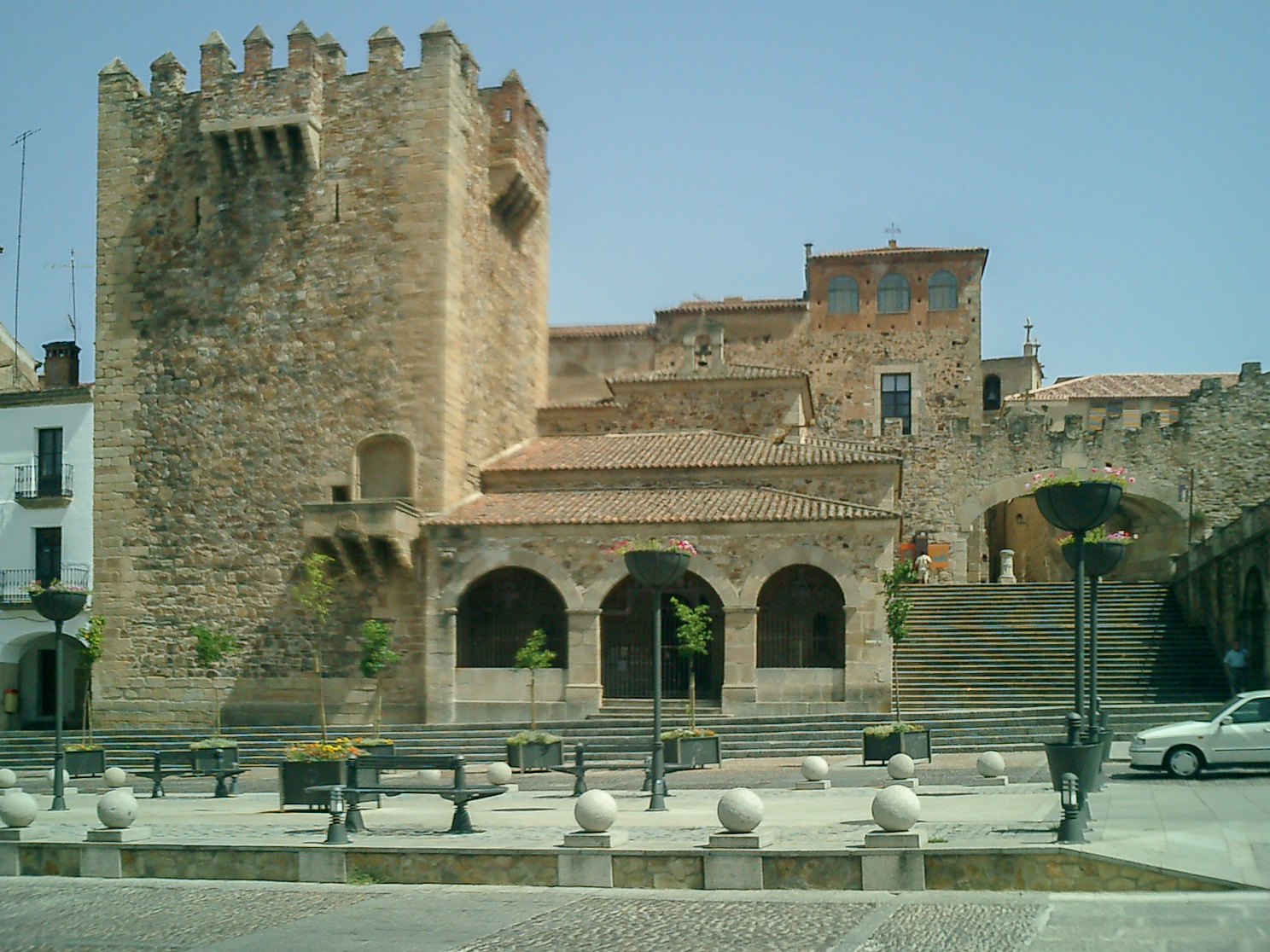
Vue frontale.

Emblème de Cáceres et construction la plus significative de la plaza Mayor, la tour de Bujaco est située sur le flanc nord-ouest de la vieille ville de Caceres. L'actuel nom de la tour est peut-être dû au calife Abu Yusuf Yaqub al-Mansur (Abu Jacob), constructeur de la tour. D'autres auteurs considèrent comme plus probable un lien avec le mot buhaco, qui désigne une poupée de paille et chiffon locale, qui ferait référence à la statue du « Génie Androgyne », placée au sommet de la tour entre 1820 et 1962. 

## Histoire
La construction de la tour remonte à la reconstruction de la ville par les Almohades au XIIe siècle. Lorsque les troupes chrétiennes parviennent à prendre Cáceres pour la première fois en 1169, elles utilisent l'édifice à leur avantage, Cependant, peu de temps après, au printemps 1173, la ville est reconquise par les Musulmans. Après six mois de siège almohade, la tour de Bujaco était la dernière position encore tenue par les chevaliers chrétiens. Devant une telle résistance, le calife almohade fait égorger quarante frères de Caceres capturés alors qu'ils participaient à la défense de la tour. Après la reconquête de la ville, ce calife a apporté des modifications à la tour.

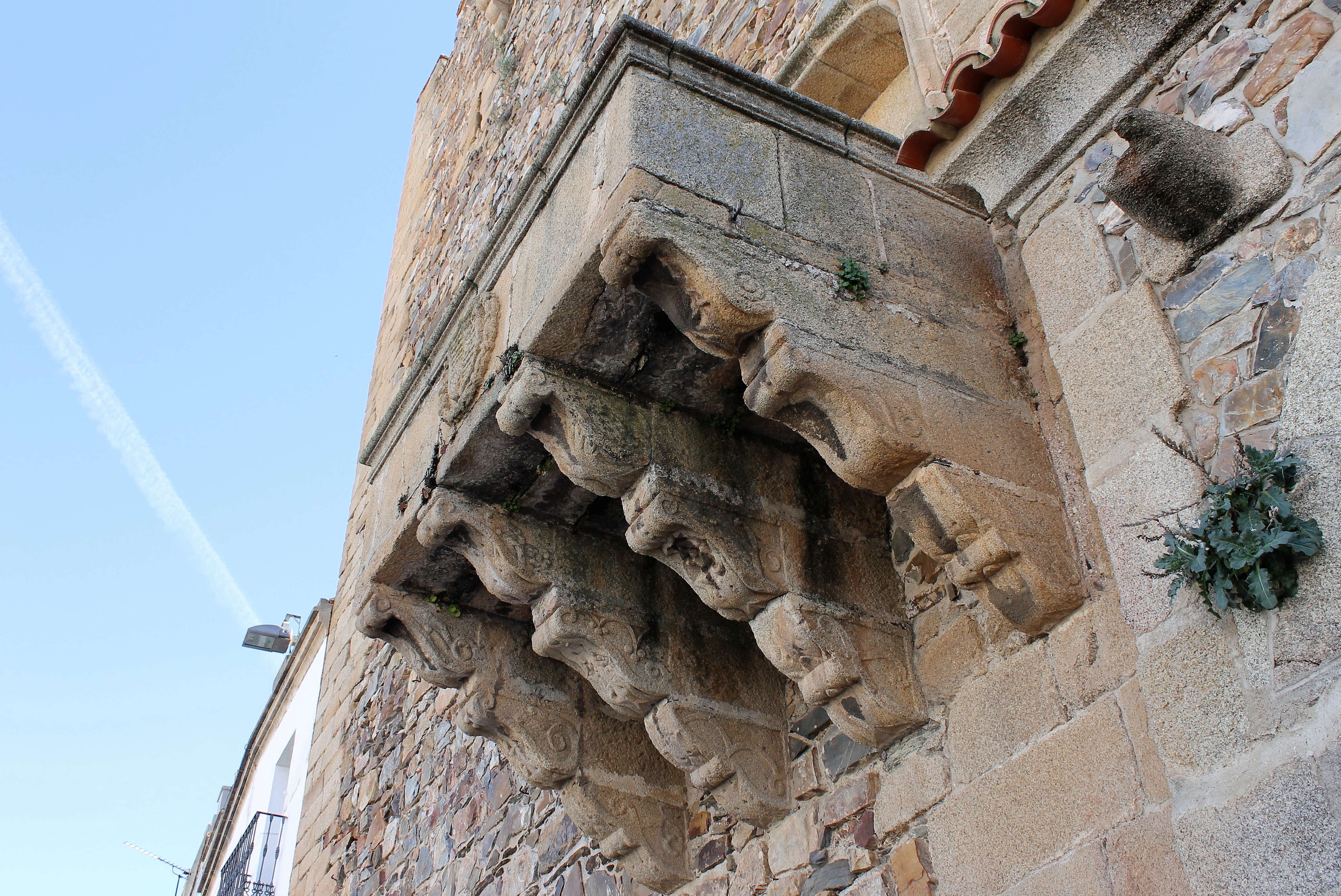
Balcon inférieur ajouté au XVIe siècle.

Au XXIe siècle, elle a été rendue accessible au public, en particulier aux touristes. Elle héberge actuellement un centre d'interprétation, passage obligé pour les touristes. Les remparts en haut de la tour offrent un point de vue privilégié sur la ville de Cáceres.